# Izrok
Izrok (cirill betűkkel Изрок) település Szerbiában, a Raškai körzet Tutini községében.

## Népesség
- 1948-ban 118 lakosa volt.
- 1953-ban 132 lakosa volt.
- 1961-ben 128 lakosa volt.
- 1971-ben 113 lakosa volt.
- 1981-ben 123 lakosa volt.
- 1991-ben 112 lakosa volt.
- 2002-ben 107 lakosa volt,[1] akik mindannyian bosnyákok.[2]